# Amir Sharaf al-Din Muẓaffar
Amir Sharaf al-Din Muẓaffar fou un personatge de la família notable dels muzaffàrides, net de l'ancestre de la família Ghiyat al-Din Haji.
Va servir a l'atabeg salghúrida Yusuf Shah a l'àrea familiar de Meybod, on la família (establerta inicialment al Khurasan) havia emigrat durant la invasió mongola.
Va mantenir les rutes lliures de bandits obtenint amb això el favor del kan Arghun Khan (1284-1291), el que li va fer guanyar importància entre els notables de Yedz i el va vincular amb la cort a Tabriz. Arghun el va nomenar després pel càrrec de yasāvol, equivalent a mariscal de la cort i va continuar servint lleialment a la dinastia sota el nou ilkhan Gaykhatu (1291-1295) i el posterior (Ghazan Khan, 1295-1304). Aquest darrer el va nomenar comandant de mil homes (hazāra).
Sota el següent kan, Oldjeitu (1304-1316), fou nomenat governador de Meybod, que va exercir fins a la seva mort, en que el va succeir el seu fill Mubariz al-Din Muhammad.